# Lofiodòntids
Els lofiodòntids (Lophiodontidae) són una família extinta de mamífers perissodàctils que tingueren una distribució holàrtica durant l'Eocè, fa entre 33,9 i 55,8 milions d'anys. Se n'han trobat restes fòssils a Alemanya, Espanya (incloent-hi les conques d'Àger i Tremp, a Catalunya), els Estats Units, França, Portugal, el Regne Unit, Suïssa i la Xina. La semblança de la seva dentadura amb la dels tapirs feu que sovint es descriguessin com tapirs gegantins i primitius, però avui en dia no es considera que hi tinguin una afinitat particular. Els seus parents més propers són els calicotèrids.